# Prieuré hospitalier du Temple
Maison du Temple
Pour l’article homonyme, voir Maison du Temple de Jérusalem.
La maison du Temple ou le prieuré hospitalier du Temple à Paris était le chef-lieu de la province de France de l'ordre du Temple et la plus grande commanderie templière de France avant de devenir la maison cheftaine des Hospitaliers de l'ordre de Saint-Jean de Jérusalem lors de la dévolution des biens de l'ordre du Temple.
Jusqu'à la Révolution, le prieuré  a bénéficié d'un statut de bailliage au sein de Paris : lieu de franchise fiscale, lieu d'exemption aux règles des corporations et lieu d'asile pour les débiteurs insolvables.
Il est connu maintenant sous le nom d'enclos du Temple et a laissé le nom du Temple au quartier.

## Origine
L'époque d'installation des Templiers est mal connue ; ils remplacent le Vieux Temple, leur premier lieu de résidence installé vers 1140 face à l'église Saint-Jean-en-Grève à l'emplacement de l'actuelle rue de Lobau près de la place de Grève. Jacquemin, archiviste du prieuré de France, dit que les titres relatifs à cette fondation ont été brûlés par les Templiers lors de leur arrestation mais sans en apporter la preuve. Sauval ou Piganiol, historiens, n'ont rien trouvé sur les origines ; quant à l'abbé Lebeuf, il déclare que la maison des Templiers est fondée au cours du XIIe siècle et Cocheris suppose qu'elle existait déjà lorsque Mathieu de Beaumont fit donation, en 1152, d'une partie de la seigneurie de Reuilly et des terres environnants.
En effet, en 1146, un charte de Simon, évêque de Noyon, retrouvé à la commanderie d'Eterpigny, cite la présence d'une maison du Temple à Paris où le commandeur et les chevaliers étaient réunis,. Vers 1172, dame Gente fait possession aux Templiers d'un moulin avec maison au-dessus situé au Grand-Pont dans la censive du chapitre de Notre-Dame, moyennant 30 livres payées en une fois. L'acte est fait en présence de Maurice, évêque de Paris, de frère Gaudefroy Fouquier, maître du Temple en deçà des mers, de frère Eustache Le Chien, maître du Temple en France et de frère Jean, commandeur à Paris,. Par des lettres d'Isambert, prieur de l'église Saint-Éloi à Paris, datant de 1175, donne et confirme à la maison du Temple tout ce qu'elle possédait sous le cens et coutumes d'usage,.

## Histoire
En 1279, Philippe III le Hardi passa, par lettres patentes, un accord avec l'ordre du Temple au sujet de la justice seigneuriale que l'Ordre détenait sur ses biens-fonds. Le roi reconnaît que l'Ordre pouvait disposer sur tous ses biens, hors les murs de Paris puis, petit à petit, à l'intérieur des limites de Paris, de la haute, moyenne et basse justice,,. Au XIVe siècle, le nombre des cens ou des rentes foncières appartenant à l'Ordre était tellement important qu'il faudrait nommer presque toutes les rues et places de Paris.
En 1312, l’ordre du Temple fut dissous et ses biens en France furent attribués aux Hospitaliers de l'ordre de Saint-Jean de Jérusalem pour en faire le prieuré du Temple. Néanmoins, même si Philippe le Bel avait ordonné de procéder à la remise des biens aux Hospitaliers depuis le 28 mars 1313, l'enclos était omis puisque Louis X, son fils, refusa encore de le rendre pour en faire le douaire de la reine Clémence de Hongrie. Ils transférèrent le siège du grand-prieuré de France [Où ?] au XIVe siècle du fait des travaux qu'il fallait faire et leur finances étaient plutôt faibles[réf. souhaitée]. Ces travaux ne furent terminés qu'au XVe siècle sous Emery d'Amboise.

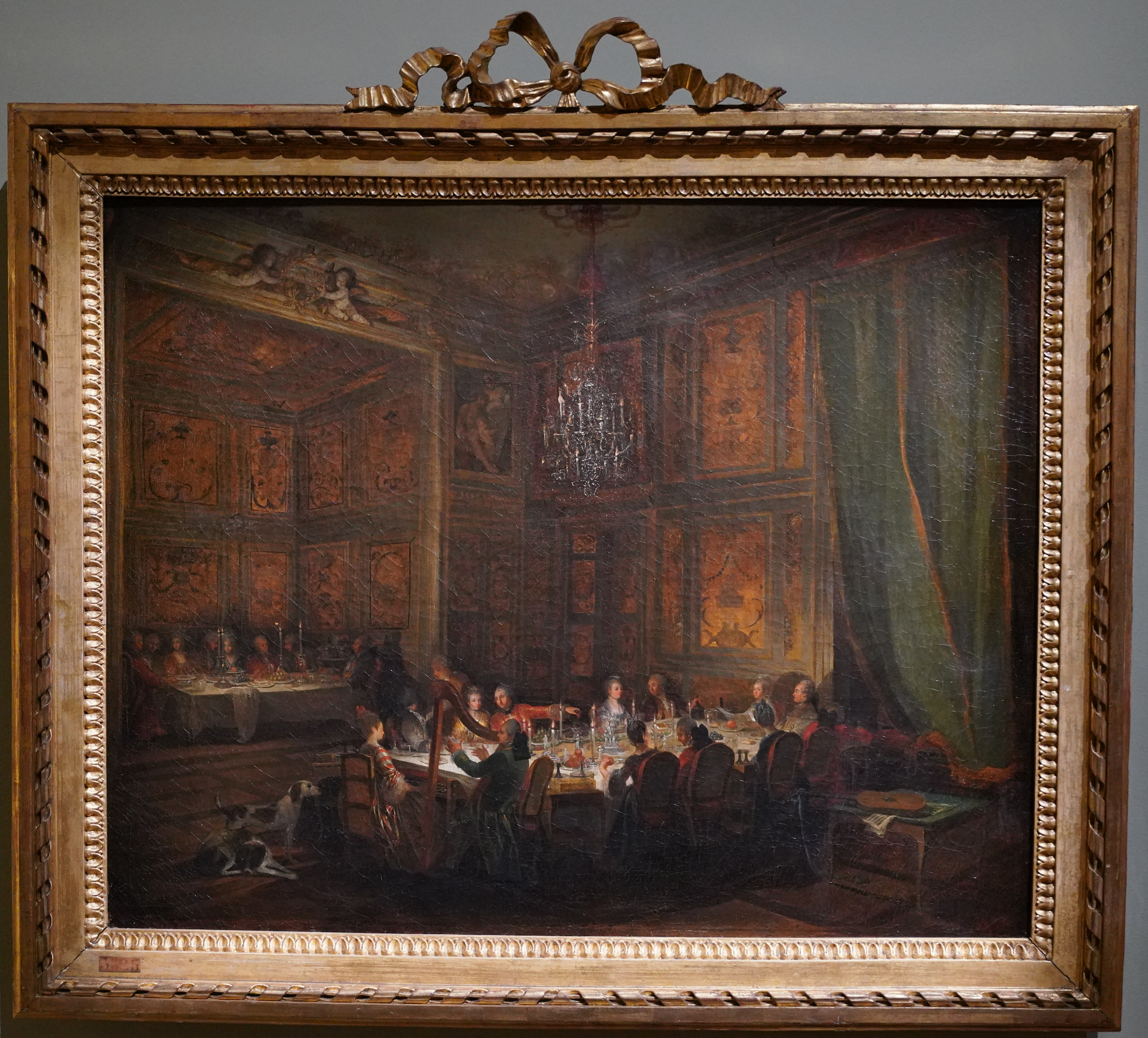
Souper du prince de Conti, prince de sang, au Temple.

Sous Louis XIV, le Châtelet était fortement jaloux des droits et privilèges de l'ordre de Saint-Jean de Jérusalem et il était cherché tous les moyens de les réduire. Lorsqu'en 1676, le roi prit un décret pour la création d'un nouveau Châtelet qui incorporerait tout Paris, les Hospitaliers coururent à la cour se plaindre auprès de roi. Louis XIV les reçut et les écouta. Il consentit à leur laisser la haute justice sur l'enclos du Temple et de Latran avec le droit de percevoir les cens et rentes qu'ils prélevaient. Le roi les dispensa, à cette occasion, du paiement de certaines contributions. Les Hospitaliers voulurent présenter le 20 mars 1678 les lettres du roi datant du 28 janvier pour homologation mais les officiers du Châtelet s'y opposèrent. Le roi, sans tenir compte de leur mauvaise volonté, enregistra les lettres par arrêt du 7 septembre.
Au XVIe siècle, les officiers de la couronne comme ceux du Châtelet firent des difficultés aux Hospitaliers dans l'exercice de leurs droits et privilèges. Une fois, c'est un receveur du trésor royal qui saisissait leur fief en l'absence des déclarations de leur temporel, une autre fois, c'est un notaire qui poursuivait le greffier de l'Hospital pour avoir fait des actes réservés à sa compétence, une fois encore, les officiers du Châtelet venaient faire des exploits de justice jusque dans les maisons de l'enclos. Sous Louis XV et Louis XVI, les Hospitaliers avaient l'oreille de la cour. À cette époque, le prieur, qui prend alors le titre de grand prieur, était souvent des princes de sang, il n'en était pas de même sous les règnes précédents.
L'ordre était propriétaire des terrains à l'est de l'enclos jusqu'à la rue de la Folie Méricourt. Ces terres agricoles au-delà du boulevard du Temple, le « Marais du Temple » (jardins maraichers), sont valorisées à partir des années 1780 par le lotissement de la Nouvelle Ville d'Angoulême.

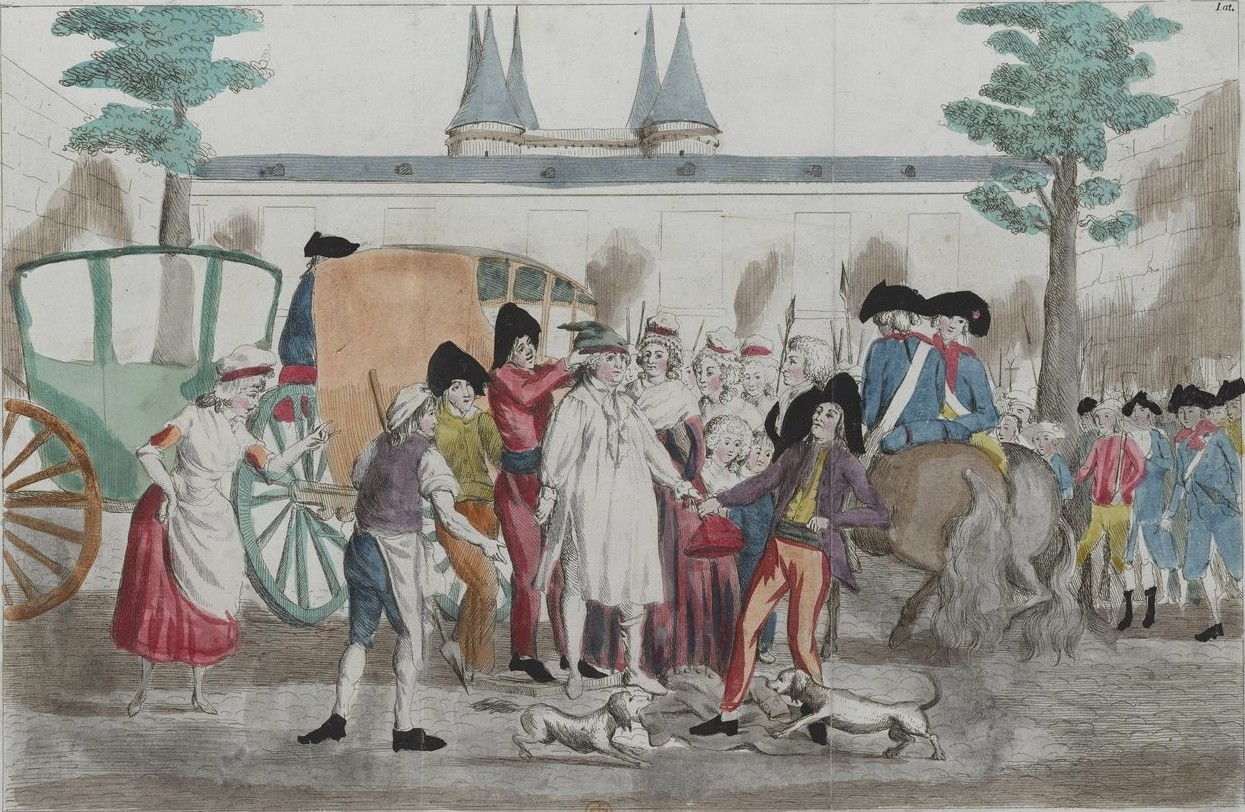
Louis le Dernier et sa famille conduits au Temple le 13 Aoust 1792 (estampe de 1792, auteur inconnu).

L'enclos du Temple est devenu bien national en 1790. La famille royale y est emprisonnée après la journée du 10 août 1792 et avant les procès de Louis XVI et de Marie-Antoinette, qui les conduisirent à l'échafaud. Le Dauphin y mourut en juin 1795. Sa sœur, Madame Royale, y reste incarcérée jusqu'en décembre 1795. La tour du Temple sert encore de prison au tout début du XIXe siècle, pour plusieurs prisonniers politiques, tels Cadoudal, Pichegru, Toussaint Louverture, le général Moreau, les frères Armand et Jules de Polignac.
Napoléon Bonaparte fit démolir la tour du Temple en 1808 afin d'éviter qu'elle devienne un lieu de pèlerinage royaliste. La démolition dura deux ans et s'acheva en 1811. Aujourd'hui, il ne reste presque rien de cet enclos et des bâtiments,.
L'église, qui abritait de nombreux tombeaux, et les bâtiments conventuels, dont un cloître, sont détruits en 1796 ; l'hôtel du grand-prieur en 1853.
Le palais fut la seule partie de l'enclos du Temple à subsister après la Révolution. Converti en caserne de gendarmerie, puis en 1812, en ministère des cultes, il fut attribué à la première Restauration, en février 1815, aux religieuses bénédictines de l'Adoration perpétuelle du Saint-Sacrement, congrégation fondée par la princesse Louise Adélaïde de Bourbon Condé, sœur du duc de Bourbon, le dernier des Condé.
Contrainte à l'exil pendant les cent-jours, la princesse installe en 1816 son couvent dans l'ancien hôtel du grand-prieuré, à côté duquel elle fait bâtir une chapelle, où elle sera inhumée, à sa mort, le 10 mars 1824. Après la révolution de 1848, les religieuses sont expulsées du palais, qui sera détruit en 1853. Le portail de son entrée cochère se trouvait à l'emplacement de l'entrée de l'actuel square du Temple.

## Les édifices

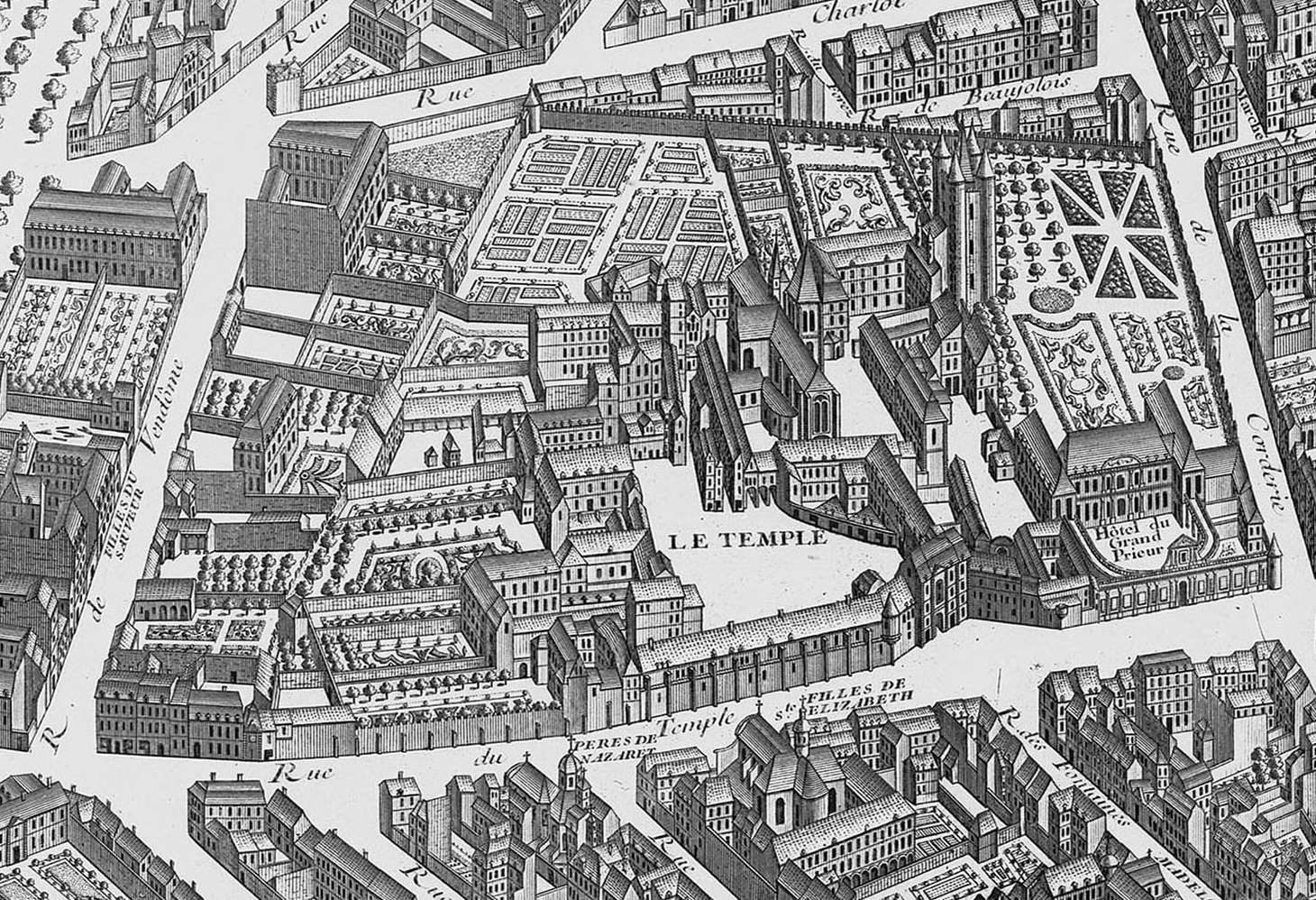
La maison du Temple sur le plan de Turgot (c. 1734).
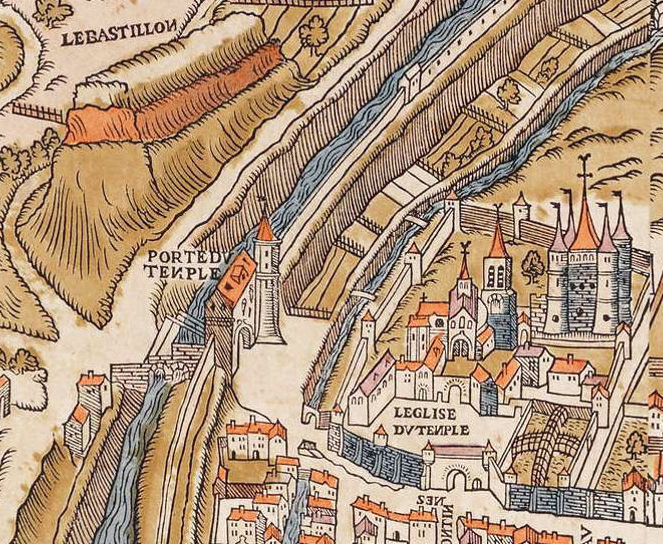
La maison du Temple avec la porte du Temple sur le plan de Truschet et Hoyau (c. 1550).
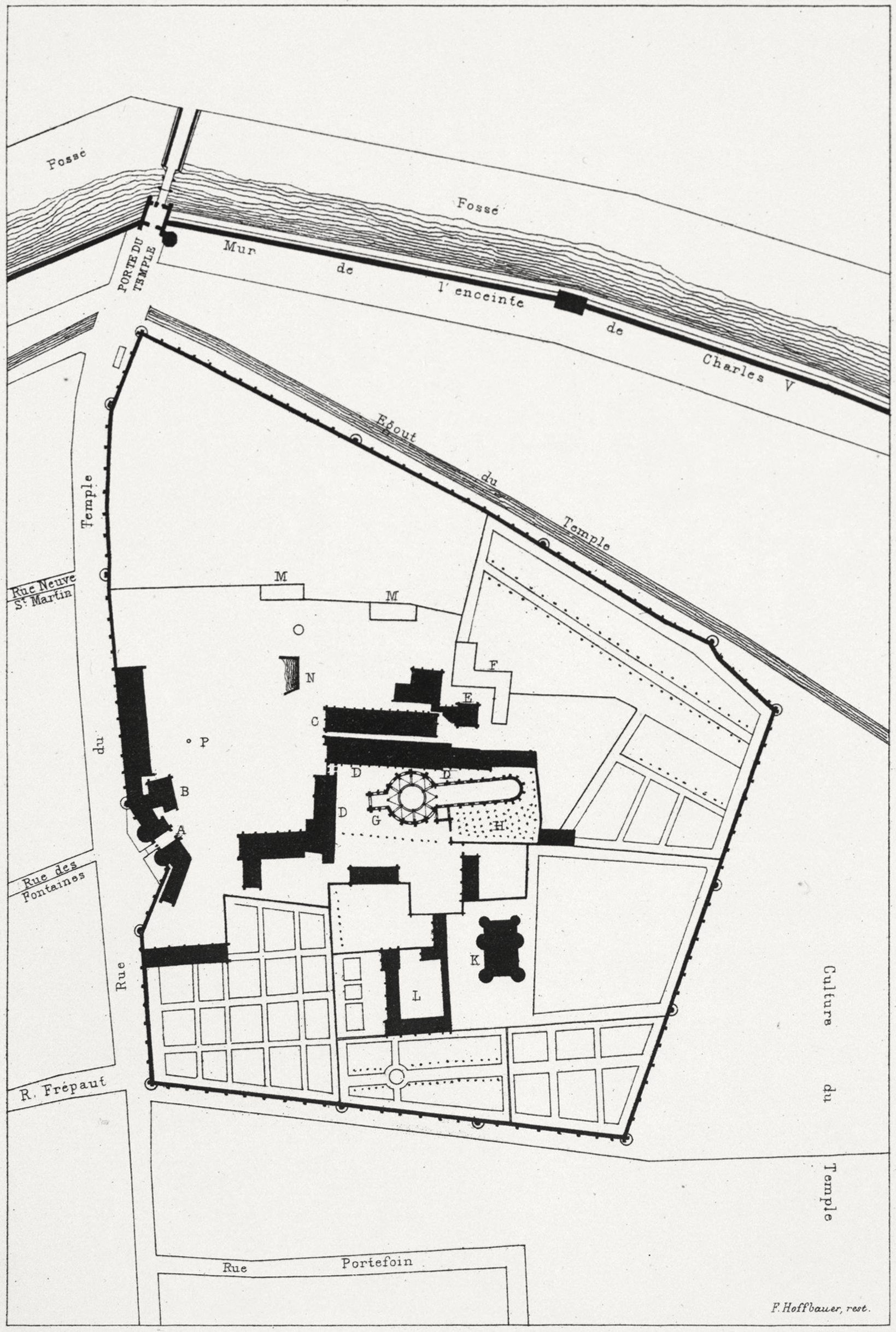
L'enceinte vers 1450.
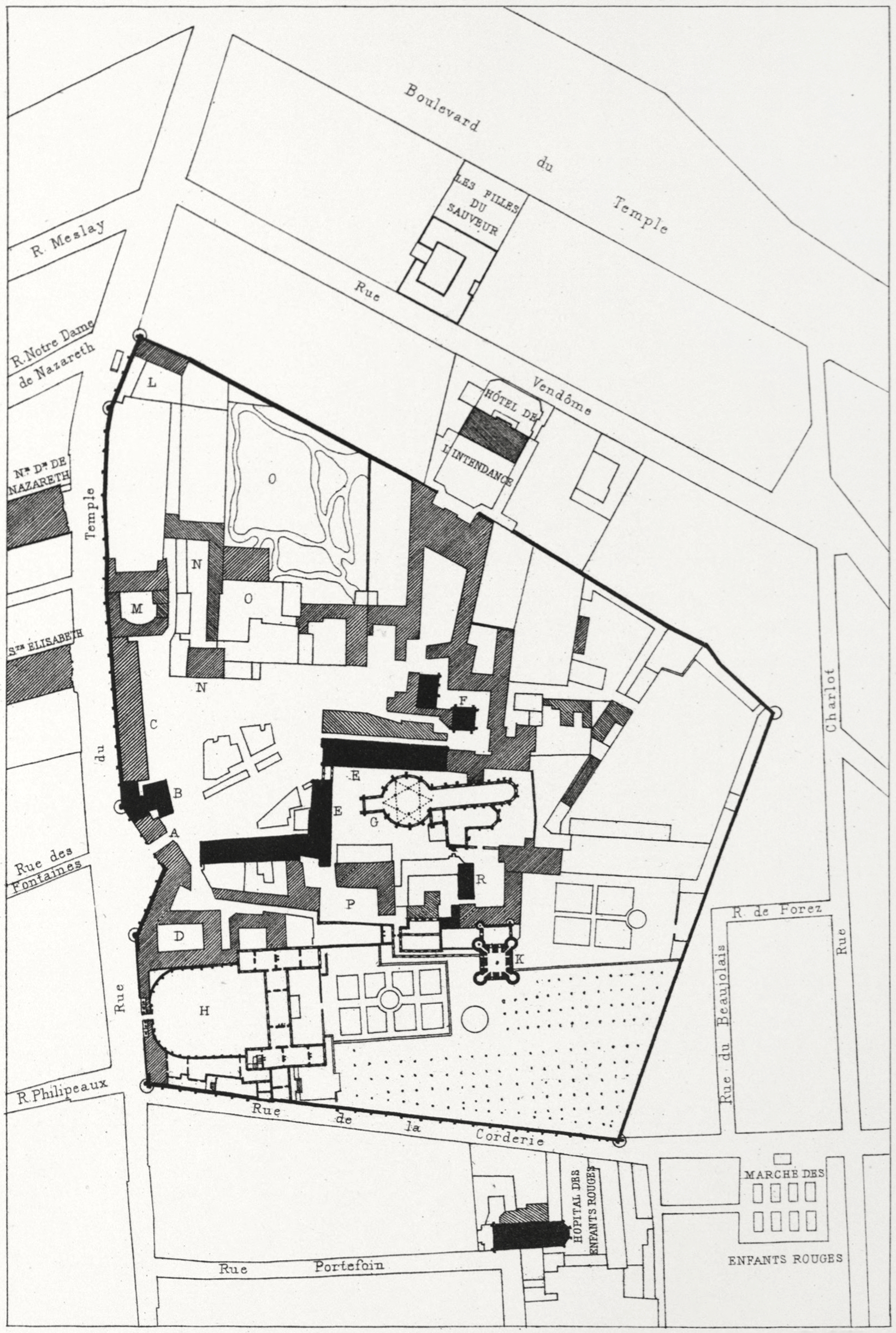
L'enceinte vers 1770
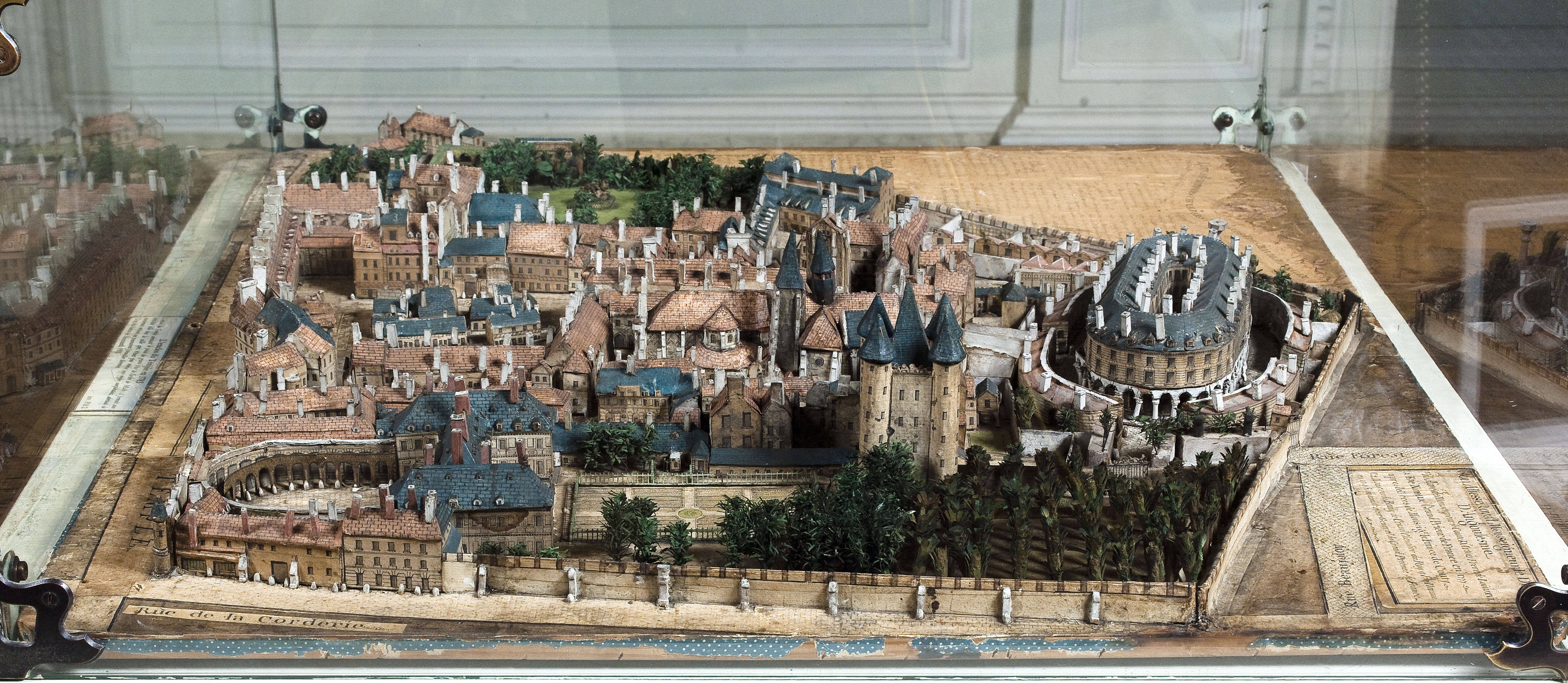
et en maquette au musée Carnavalet.

### Hôtel du prieur
Un procès-verbal de visite prieurale en 1495 donne une description du prieuré des Hospitaliers : 

« La maison est fort grant edifice et sumptueux, et au milieu d'icelle a une grosse tour de pierre de taille quarée et à chascun quanton une tornelle de mesmes, prinse de pié jusques au feste, et toutes cincq couvertez de plombz et crousées de quatre estaiges ; et dedens icelle a puys, cave, four, molin et chappelle : lesquelles tours souloyent estre environnéez de fossés à fons de cuve, pleins d'iauwe, et à pont levis qui estoit forte chose ; mais on a esté contrainct, du temps des Templiers, de les combler et à présent n'y a point.
Le circuit de la maison est fort grant de massonnement, refroistoir, maison d'officiers, logis pour les prieurs d'Aquitaine et de Champagne et plusieurs aultres edifices.
En outre Monseigneur de France a faict faire ung corps de maison tout de neuf ouquel a plusieurs bonnes chambres et salles, arriere-chambres et comptoirs, bien garniz, moeubléz de bois et de cuisine tant pour son estat comme pour celluy du courant,. »

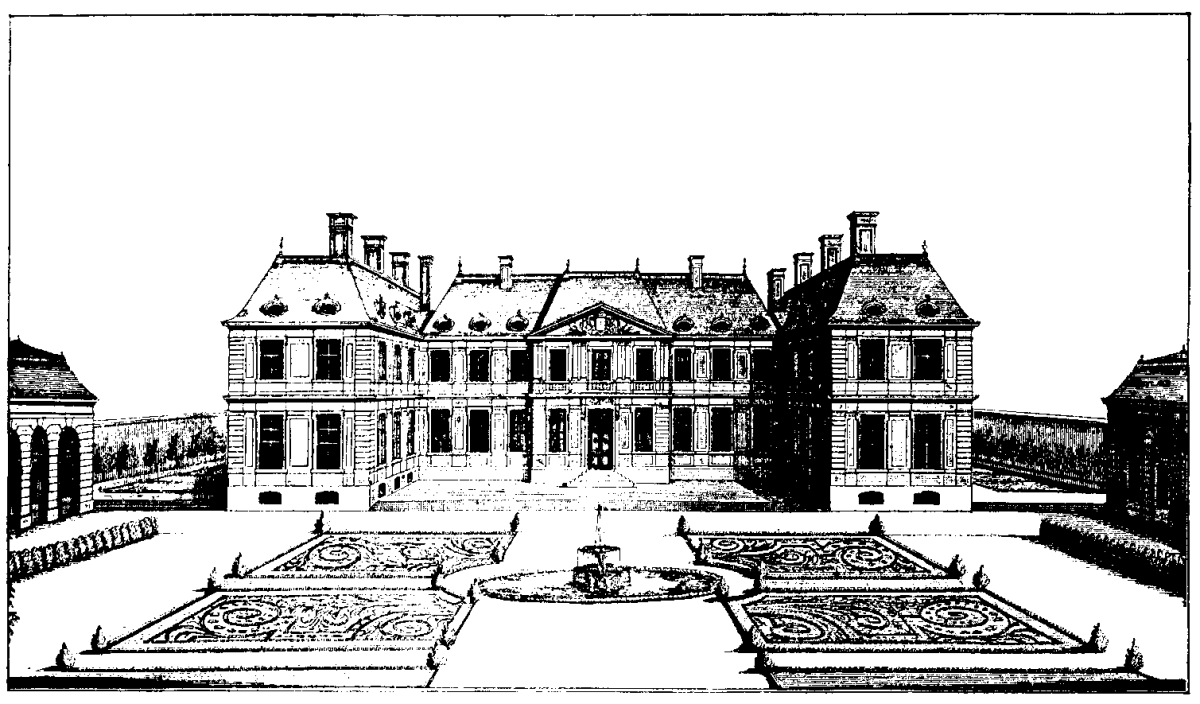
Hôtel du prieur construit en 1666.

Jusqu'à la fin du XVe siècle, le prieur logeait avec les religieux, au couvent. Emery d'Amboise fit construire un bâtiment prieural avec une chapelle et une grande salle du chapitre où se réunissaient les commandeurs du grand prieuré de France pour rendre compte et verser au trésor commun leurs responsions.
Depuis le XVIe siècle, le grand prieuré et la commanderie du Temple devinrent l’apanage de cadets de la famille royale.
En 1665-1666, Pierre Delisle-Mansart construit un palais pour le prieur Jacques de Souvré.
Ce palais comportait un corps de logis central orienté nord-sud, encadré par deux ailes en retour, précédé par une cour entourée d'une colonnade en forme de fer à cheval et prolongé en arrière par un jardin à la française. Ce jardin était bordé, sur son côté ouest, par la Tour du Temple.
L'aspect de la cour d'honneur de l'hôtel n'était pas sans similitudes avec celui de la cour d'honneur de l'hôtel de Soubise.
Au milieu du XVIIIe siècle, l'hôtel abritait la collection d'Art du Prince de Conti, qui fut dispersée aux enchères sur place, en 1777.
Un tableau peint en 1766 par Michel-Barthélemy Ollivier montre le grand salon du palais, alors occupé par le Prince de Conti, lors d'une visite du jeune Mozart.

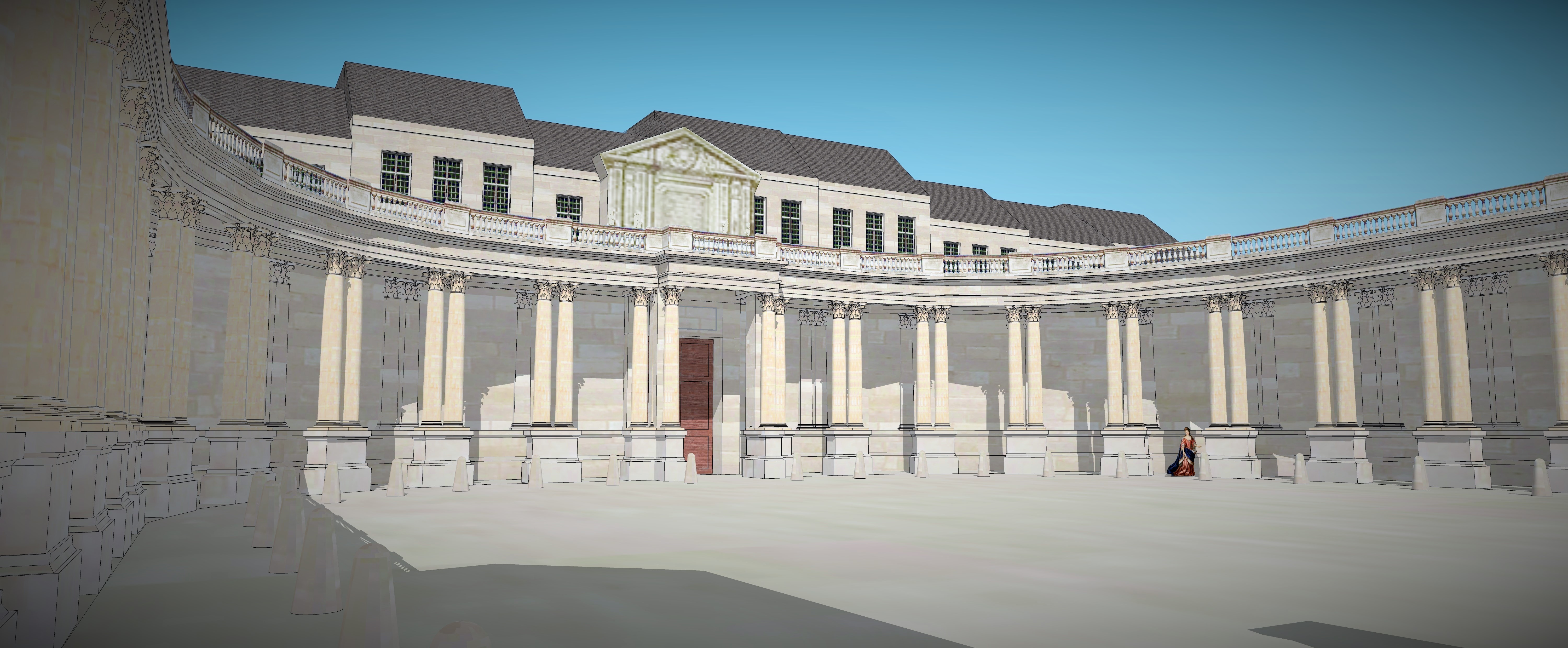
Restitution de la colonnade projetée de la cour d'entrée de l'hôtel du Grand Prieur au Temple.
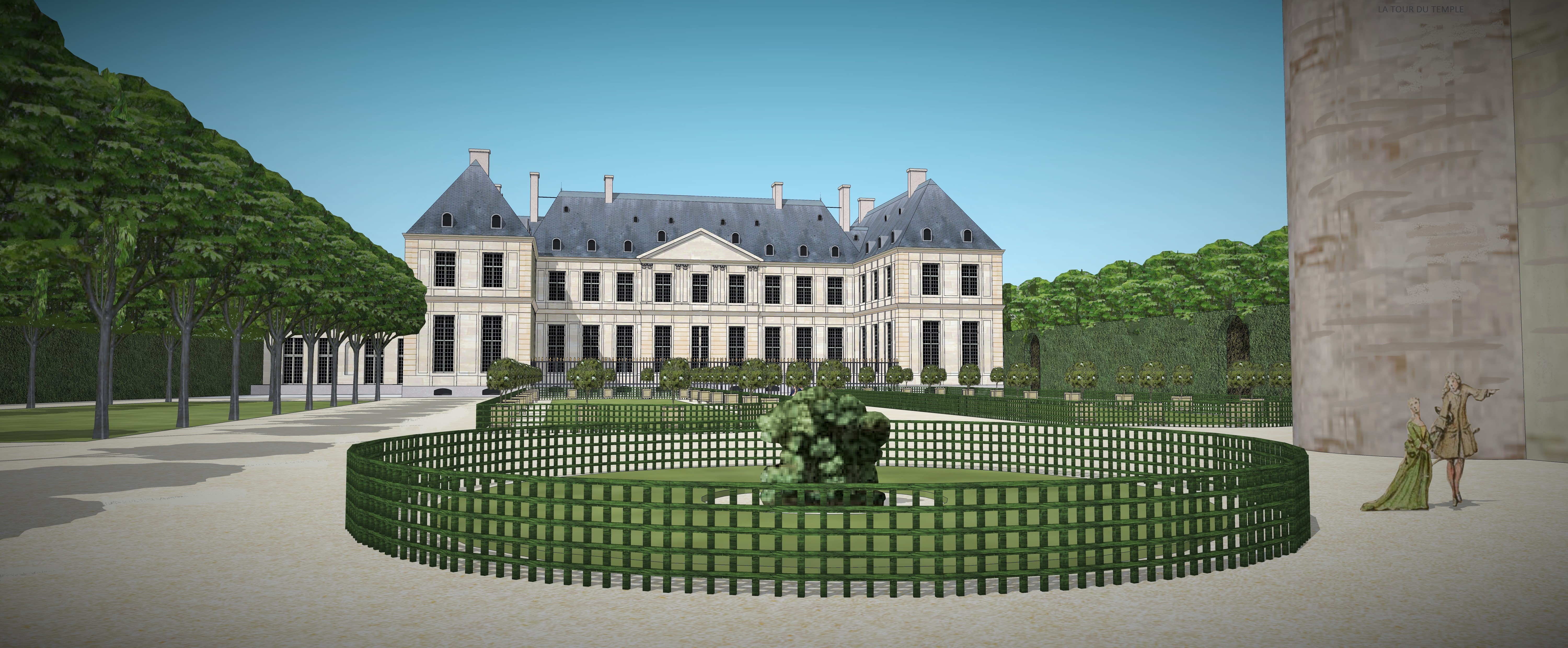
Restitution de la vue sur l'hôtel du Temple vers 1750, depuis le jardin.

### La Tour du Temple

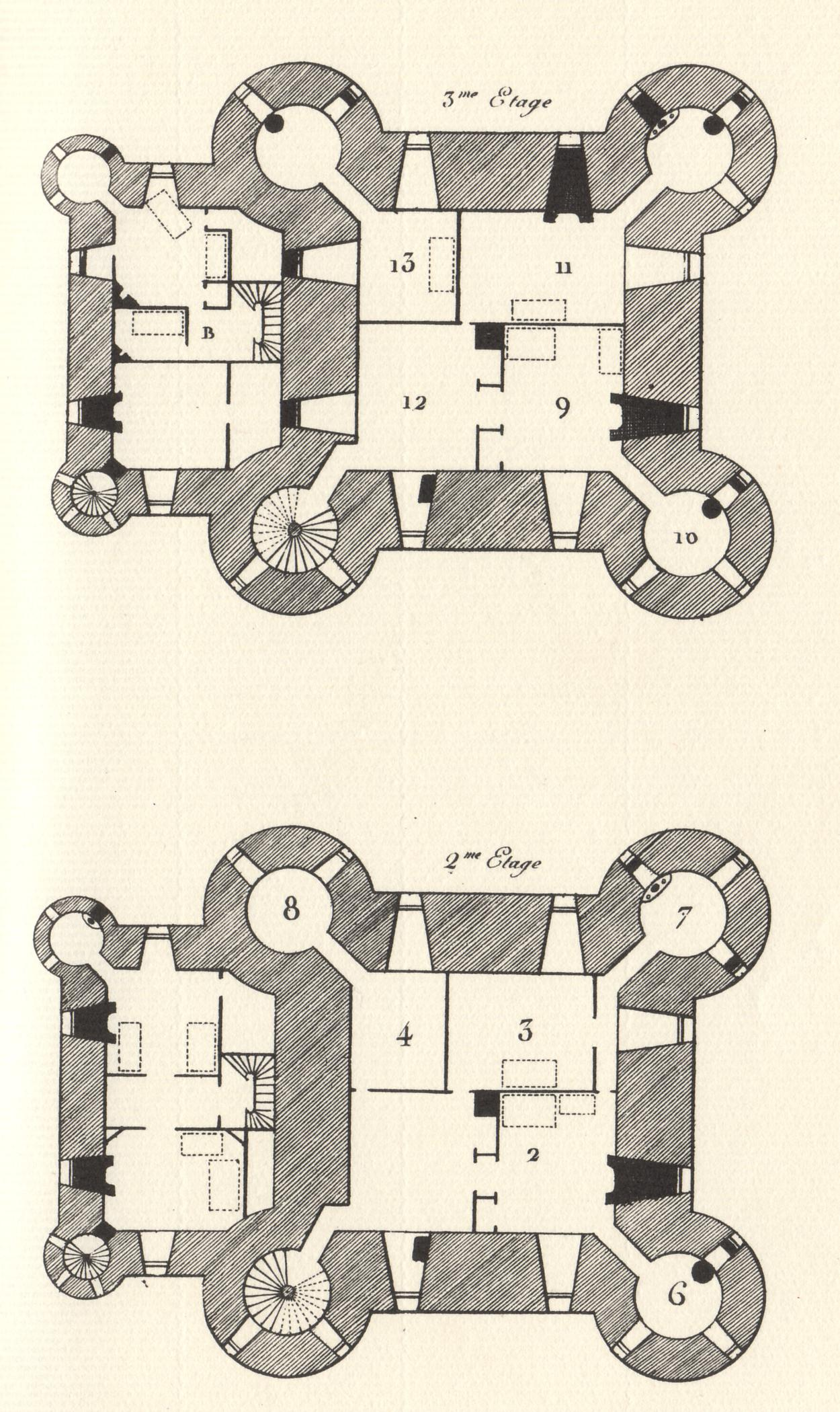
Tour du Temple transformée en prison royale.

2 - Chambre du roi et du dauphin.
3 - Chambre de J.B. Cléry.
4 - Salle à manger séparée de l'antichambre par une cloison de vitrage.
6 - Cabinet de la tourelle.
7 - "Garde-robe".
8 - Réserve à bois de chauffage.
9 - Chambre de la reine et de Madame royale.
10 - Cabinet de la tourelle.
11 - Chambre de Madame Elisabeth.
12 - Antichambre.
13 - Logement des époux Tison.
B - habité par le roi du 13 août au 29 septembre 1792.
Le Trésor royal français fut conservé dès 1146 à la tour du Temple, et donc gardé par les Templiers. Philippe Auguste bâtit un système comptable et fiscal, ancêtre de la Chambre des comptes, où les agents royaux venaient trois fois l’an déposer les revenus de la Couronne. Cette pratique prit vraisemblablement fin lors du règne de Philippe IV le Bel.

### Église Sainte-Marie-du-Temple, ou Rotonde du Temple

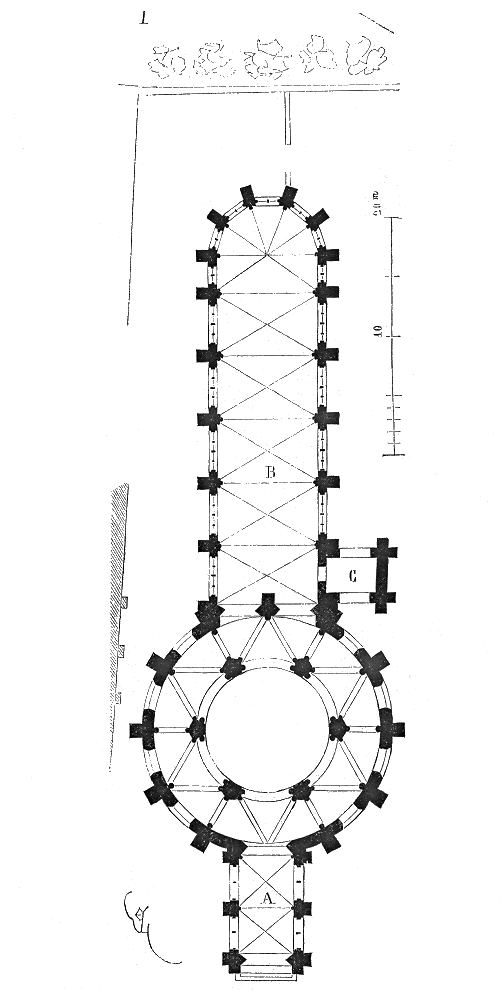
Restitution de la Rotonde par Viollet-le-Duc.

La Rotonde constituait l'ensemble de l'église au XIIe siècle avec certainement une petite abside à l'est. Elle était construite à l'exemple de l'église du Saint-Sépulcre de Jérusalem. Au XIIIe siècle, quand le chœur et le porche avaient été réalisés, elle avait pour dimensions : diamètre de la rotonde 10 toises soit 19,50 mètres, la nef 4 toises soit 7,80 mètres et chaque bas-côté 3 toises soit 5,85 mètres. La voûte repose sur deux formerets toriques et les ogives délimitant les voûtains, prenant naissance sur six grosses colonnes avec entre elles cinq arcades pour former une « voute en ombrelle ». Au-dessus de chaque arcade, dans la lunette de la voûte sont percées des fenêtres étroites et nues en plein cintre et fortement ébrasées.
La chapelle dédiée à Jésus a été fondée en 1529 par Philippe de Villiers de L'Isle-Adam. Elle se trouvait à côté, à droite, du maître-autel. C'était dans cette chapelle que l'on avait l'habitude d'enterrer les commandeurs,. Du même côté se trouvait une autre chapelle dédiée à Notre-Dame de Lorette avec, à côté, un édifice rappelant le Saint-Sépulcre avec devant son entrée une colonne surmontée d'anneaux de fer, rappelant la potence de la flagellation du Christ dû à la générosité d'Emery d'Amboise. Au bas de l'église, il y avait deux autres chapelles, à droite, la chapelle Saint-Aimé, entretenue par la corporation des voituriers de Paris, à gauche, la chapelle de Saint-Claude entretenue par les marchands de pain d'épices,.
En 1788, le bailli du Temple, Alexandre-Charles-Emmanuel de Crussol, fit surélever la Rotonde sur les dessins de François-Victor Perrard de Montreuil.
La rue Perrée est à peu près à l'emplacement de l'église Sainte-Marie-du-Temple, qui fut rasée en 1796.

### Cimetière du Temple
La rue Eugène-Spuller passe sur l'emplacement de l'ancien cimetière du Temple.

## L'enclos du Temple
Une partie du domaine des Templiers fut entourée de murs pour former l’enclos qui correspond au quadrilatère formé actuellement par la rue du Temple, la rue de Bretagne, la rue de Picardie, et l'axe formé par le début de la rue de la Corderie, l'extrémité nord de la cité Dupetit-Thouars, et le débouché de la rue Notre-Dame-de-Nazareth dans la rue du Temple.
L’enclos était entouré de hautes murailles crénelées, renforcées de distance en distance par des tourelles. Ce système défensif était complété par une tour carrée, dite tour de César, et par un imposant donjon appelé Grande Tour (la tour du Temple), qui avait été construite au XIIIe siècle. L’ensemble comprenait comme toutes les commanderies templières une église (l’église Sainte-Marie-du-Temple), des bâtiments conventuels pour loger les moines-soldats, de vastes écuries et des annexes. Les Templiers possédaient les rues entières et la totalité du quartier entourant l’enclos.
En 1667, les murailles qui dessinent l’enclos dans le territoire parisien sont abattues au profit d’hôtels particuliers et de maisons locatives occupées essentiellement par des artisans. L’ancien rempart avait été remplacé par une élégante muraille surmontée d’une galerie décorée de colonnes.
Au XVIIIe siècle, la Maison du Temple restait un espace entièrement clos de murs, accessible par seulement deux portes : une porte principale située face à l'actuel 158, rue du Temple et l'entrée cochère du palais du grand-prieuré. Plusieurs milliers de personnes y vivaient, sous la juridiction de l'ordre de Saint-Jean de Jérusalem.

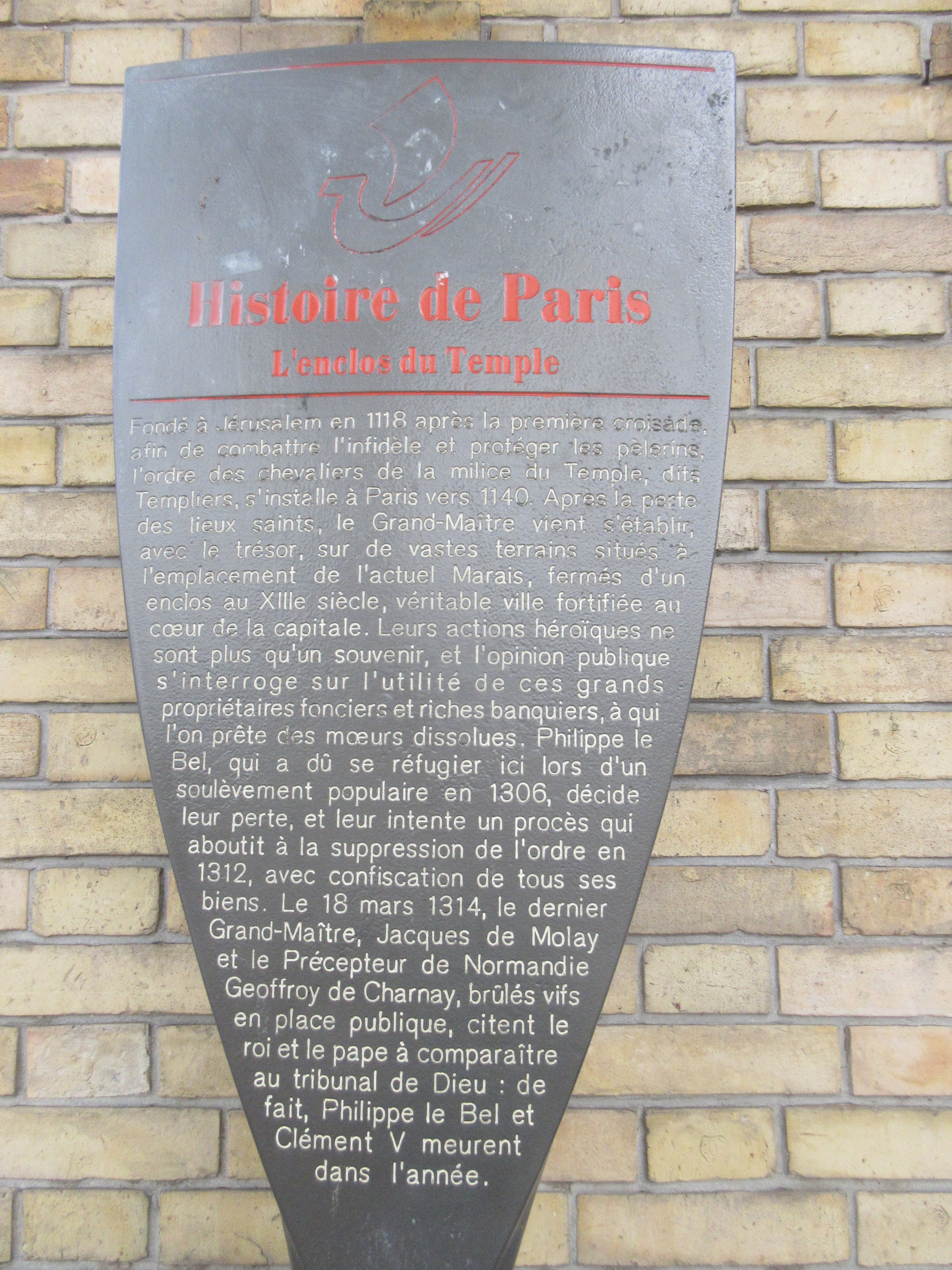
Panneau Histoire de Paris « L'Enclos du Temple ».
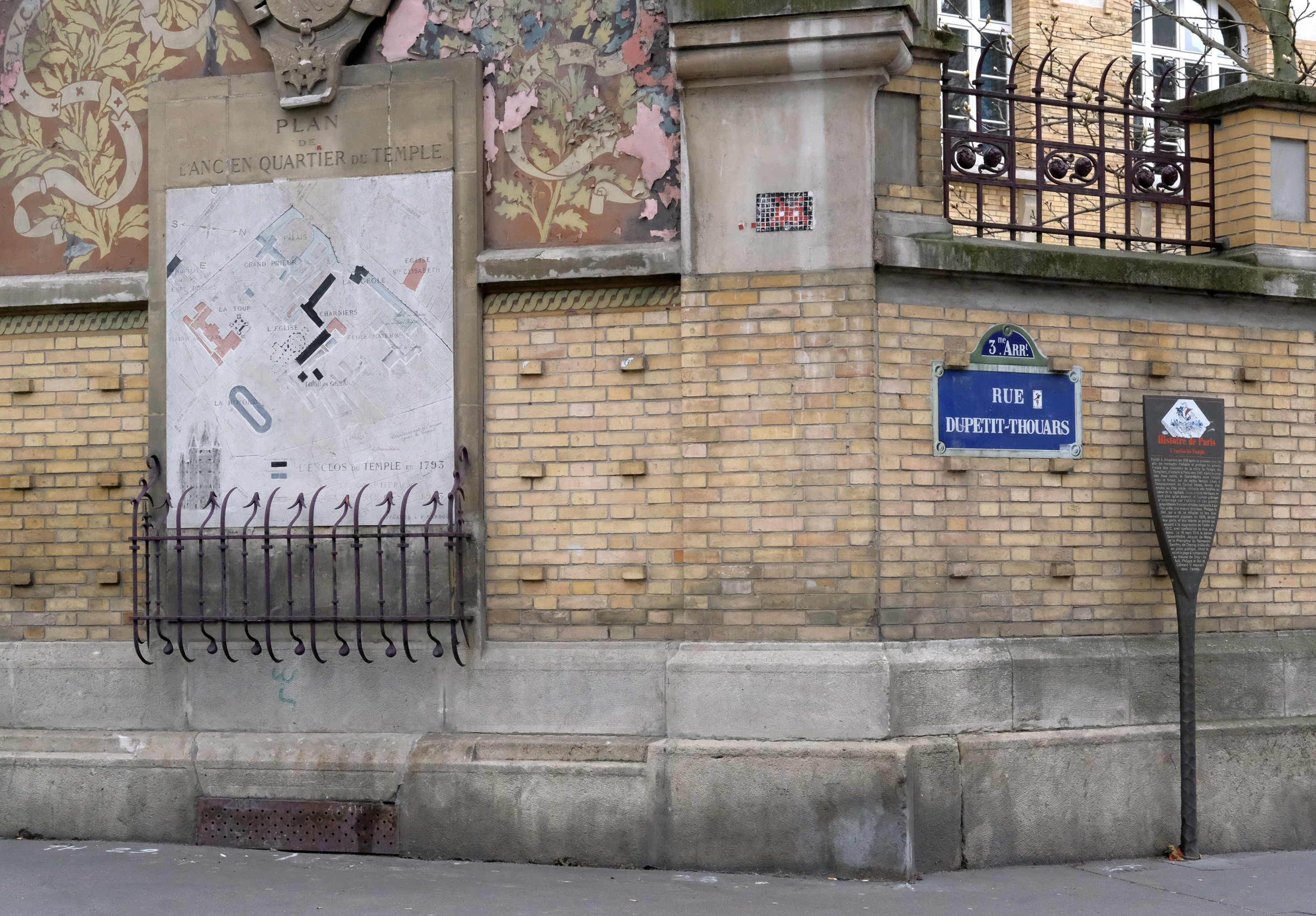
Rue Gabriel-Vicaire avec un plan de l'ancien enclos du Temple et rue Dupetit-Thouars avec un Panneau historique de la ville de Paris.
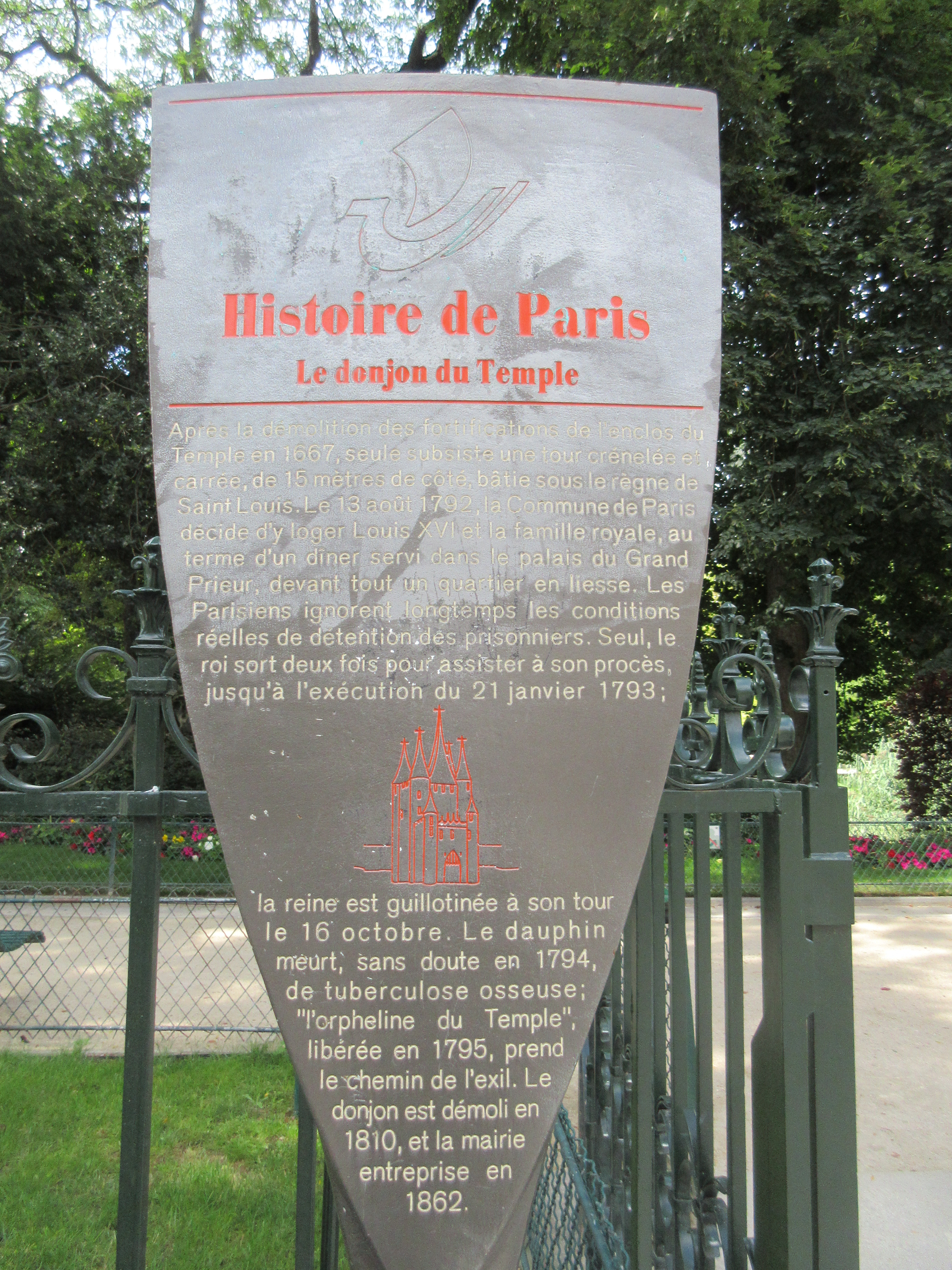
Panneau Histoire de Paris « Le donjon du Temple ».

## Le domaine du Temple
Ce terrain était situé à l'extérieur de l'enceinte de Philippe Auguste, à proximité de l'enceinte de Charles V. La porte du Temple à l'extrémité de la rue du Temple qui longeait l'enclos permettait de sortir de l'enceinte et d'accéder à la rue du Faubourg-du-Temple.
Le domaine féodal du Temple qui s’étendait au nord de la rue de la Verrerie jusqu’à l’enclos du Temple (quadrilatère approximativement entre les actuelles rues du Temple, de Bretagne, du Petit-Thouars et de Picardie) et, au-delà, jusqu’en bas de la colline de Ménilmontant (rue de la Folie-Méricourt), en largeur entre les rues du Temple et Vieille-du-Temple, fut agrandi par acquisitions de terres à la communauté de Saint-Lazare à l’est de la rue Vieille-du-Temple.
En dehors de l'enclos, le domaine du Temple était à l'origine constitué de terrains agricoles, la couture du Temple. La partie située à l'intérieur de l'enceinte de Philippe Auguste fut bâtie au cours des décennies suivant la construction de cette muraille autour de 1200. Le roi Philippe III retire en 1279 de la juridiction du Temple ce territoire au sud de cette enceinte (approximativement au sud de l’actuelle rue des Francs-Bourgeois) et confirme les droits des Templiers au nord de ce mur.
Le domaine du Temple à l'extérieur de cette enceinte fut urbanisé successivement par lotissements à l'initiative des Templiers puis des Hospitaliers de l'ordre de Saint-Jean de Jérusalem qui lui a succédé :
- Vers 1300, la Ville-Neuve du Temple entre l'enclos du Temple et l'enceinte de Philippe Auguste, constituée d'un réseau de rues parallèles entre la rue du Temple et l'actuelle rue des Archives [37].
- Au début du XVIIe siècle, la partie à l'est de l'enclos jusqu'à l'enceinte de Charles V (emplacement de l'actuel boulevard du Temple), ou quartier des Provinces de France aménagé à la suite de l'abandon du projet de place de France.
- À la fin du XVIIe siècle, le nord de l'enclos autour de l'actuelle rue Béranger.
- À partir de 1780, le « Marais du Temple » entre le boulevard du Temple et la rue de la Folie Méricourt : lotissement de la Nouvelle Ville d'Angoulême.

## Possessions
Du temps des Templiers cette commanderie du Temple comprenait les commanderies de Sarcelles, de Rubelles, de Belloy, de Jouy-le-Comte, de Moisy-le-Temple, de Cernay, de Reuilly, de Clichy en l'Aunois, de Montmorency, de Gonesse, du château de Mail, de Santeny, de Fromont, d'Orangis et de Balisy.
Les Hospitaliers y ajoutèrent deux commanderies d'origine hospitalière, la commanderie de Mesy et celle des Bordes.
En 1634, il fut question de réorganiser le prieuré du Temple. Le grand prieuré de France possédait quatre chambres prieurales à la jouissance du prieur, il s'agissait du prieuré du Temple, de celui de Saint-Jean de Latran, la commanderie de Choisy-le-Temple et celle de Launay-lez-Sens. Il s'agissait de créer de nouvelles commanderies, par soustraction au prieuré du Temple, de celle de Moisy, puis celles de Cernay, de Rubelles, de Belloy et de Jouy-le-Comte. De plus le prieuré de Corbeil devrait être donné en apanage au grand trésorier de l'Ordre quant à Saint-Jean de Latran il serait donné au Bailli de la Morée. Ces changements devaient s’opérer à la mort des commandeurs de ces commanderies. Le décès du dernier d'entre eux, Amador de La Porte, étant subvenu en 1644, les commandeurs s’apprêtaient à entrer en fonction, mais un arrêt du Conseil d’État du 21 avril 1645 interdit l’exécution comme étant préjudiciable aux intérêts du roi et à ceux des chevaliers de la langue de France. Les Hospitaliers tentèrent en vain de faire annuler cet arrêt.
Une nouvelle décision des chevaliers de la langue de France, le 24 avril 1646 décida d'accorder la jouissance viagère du prieuré de Saint-Jean de Latran, contre le versement  de 8 000 livres au bailli de Morée et 6 000 livres pour chacun des titulaires des nouvelles commanderies, à celui qui pourrait obtenir l'agrément sur ce démembrement et en confia l’exécution au chevalier d'Elbène, receveur du Commun Trésor. Celui-ci pensa que le plus à même d'arriver aux fins visées était l'ambassadeur de l'Ordre auprès de la cour de France Jacques de Souvré qui accepta la mission. Après un certain nombre de démarches il obtient que la décision revienne devant le Conseil d’État et à la demande de l'ambassadeur, le 10 avril 1647, une nouvelle décision fut prise annulant la première.
Après retranchement, le prieuré du Temple ne comprit plus que les commanderies de Reuilly, de Clichy en l'Aunois, de Gonesse, de Montmorency, du château de Mail, de Mesy, de Balisy, d'Orangis, de Fromont, des Bordes et de Santeny échangée contre celle de Plessy-Pommeraie.

## Prieurs et baillis
Quelques prieurs de l'ordre de Saint-Jean de Jérusalem sont listés ci-dessous.
- Bertrand de Cluys, de 1469 à 1480
- Philippe de Villiers de l'Isle-Adam
- Henri d'Angoulême
- Charles d'Angoulême
- Georges de Regnier-Guerchy, de 1600 à 1618
- Alexandre de Vendôme
- Amador de La Porte
- Hugues de Bussy-Rabutin
- Jacques de Souvré
- Henri d'Estampes-Valençay
- Philippe de Vendôme
- Jean Philippe d'Orléans
- Louis-François de Bourbon-Conti
- Louis de France

Quelques baillis
- Jean Vorse, en 1559
- Louis Adrien Le Paige
- Louis-François de Sozzi, (1706-1784)
- Alexandre-Charles-Emmanuel de Crussol